# Ermita del Rosario (Vall de Uxó)
La ermita del Rosario, situada en la calle homónima, en el barrio de L’Alcúdia o del Roser, uno de los barrios históricos de la localidad de Vall de Uxó, en la comarca de la Plana Baja, es un templo católico catalogado como Bien de Relevancia Local según la Disposición Adicional Quinta de la Ley 5/2007, de 9 de febrero, de la Generalitat, de modificación de la Ley 4/1998, de 11 de junio, del Patrimonio Cultural Valenciano (DOCV Núm. 5.449 / 13/02/2007); con número de identificación 12.06.126-015.
Es una de las ermitas más antiguas de la localidad, y quizás la más antigua que se conserva en el interior del casco urbano.

## Historia
Su construcción data de finales del siglo XVI o principios del XVII, y lo más seguro es que se erigiera sobre los restos de una mezquita musulmana. En un primer momento fue la sede temporal de la parroquia del Santo Ángel Custodio, hasta que más tarde se llevó a cabo la construcción del templo bajo esa advocación y el templo pasó a convertirse en un nuevo templo bajo la advocación de la Virgen del Rosario.
Cuando en 1609 se expulsa a los moriscos, y debido al descenso de la población de la zona, el templo de abandona, y hasta hace poco no se llevó a cabo su reconstrucción.
En 2018, se celebró el 75 aniversario de la reconstrucción de la ermita,teniendo como representantes 30 clavariesas

## Descripción
La ermita es de pequeñas dimensiones, encontrándose en la actualidad enmarcada por viviendas particulares. La fachada, que es lo único que puede observarse externamente del templo, se remata en frontón triangular roto por la presencia de una espadaña con hueco de medio punto para la campana y remate de cruz de forja.
Para acceder al templo hay que subir una escalera que conduce a la puerta, de madera y adintelada. Encima de la puerta se abre una hornacina rectangular donde puede observarse un retablo cerámico de la Virgen y sendas aberturas de medio punto a cada lado. Además, sobre estas aberturas hay una cornisa, que recorre toda la anchura del frontón dividiéndolo en dos partes.

## Festividad
El templo sólo tiene culto los días 7 de cada mes. Además, la barriada en la que se ubica, festeja a su patrona el primer domingo del mes de octubre, llevándose a cabo tanto actos religiosos como populares.